# Handbuch zur Erkennung der nutzbarsten und am häufigsten vorkommenden Gewächse
Handbuch zur Erkennung der nutzbarsten und am häufigsten vorkommenden Gewächse (abreviado Handbuch) es un libro con ilustraciones y descripciones botánicas que fue escrito por el médico, botánico, pteridólogo micólogo y naturalista alemán Heinrich Friedrich Link. Fue publicado en Berlín en 3 volúmenes en los años 1829 al 1833.

## Publicación
- Volumen nº 1 en 1829;
- Volumen nº 2, 1831;
- Volumen nº 3, 1833